# Presumtionsansvar
Presumtionsansvar är en juridisk term som i första hand används i skadeståndssammanhang. Begreppet innebär att en part har varit försumlig såvida inte parten kan bevisa motsatsen. Presumtionsansvar förekommer i vissa avtalsförhållanden, och kan beskrivas som ett culpaansvar med omvänd bevisbörda.
Ett exempel på presumtionsansvar är vid avtal om att hyra något. Om det hyrda skadas under hyrestiden föreligger presumtionsansvar, vilket innebär att hyrestagaren är skyldig att ersätta skadan, såvida inte hyretagaren kan visa att han inte varit försumlig.